# Participarea României la Al Doilea Război Mondial
După o perioadă de neutralitate de mai bine de un an, în decursul căreia Regatul României a permis evacuarea guvernului, tezaurului și forțelor poloneze spre Egiptul sub mandat britanic, dar a cedat teritorii aliaților de atunci ai Germaniei naziste, anume URSS, Ungaria și Bulgaria, odată cu venirea la putere a lui Ion Antonescu, România s-a aliat oficial cu Puterile Axei în octombrie 1940 și - sub pretextul de a recupera teritoriile amputate - intră în iunie 1941 în război de partea acestora împotriva URSS, care va duce armata română până în stepa din nordul Caucazului și înapoi. La data de 23 august 1944, armata sovietică fiind deja în Moldova de nord încă din luna martie, Regele Mihai I decide înlăturarea mareșalului Antonescu dacă acesta va refuza semnarea armistițiului cu Aliații. În urma refuzului Conducătorului Statului, Ion Antonescu, de a executa cerința regală, Regele Mihai l-a destituit și l-a arestat, iar România a trecut de partea Aliaților, alături de care a participat la luptele contra armatelor naziste. Pentru România participarea la cel de-al Doilea Război Mondial s-a încheiat prin semnarea Tratatului de pace de la Paris (1947) ca stat învins, cu Basarabia, Nordul Bucovinei și sudul Dobrogei (Cadrilaterul) pierdute definitiv dar, cu recuperarea nordului Transilvaniei.

## România în perioada dintre cele două războaie mondiale

Steagul Partidului Național Creștin

Până în 1938, forma de guvernământ română a fost aceea de monarhie constituțională parlamentară. Principalele partide erau Partidul Național Țărănesc (P.N.Ț), Partidul Național Liberal (P.N.L.) și grupări radicale violente, care luptau împotriva democrației parlamentare: comuniștii și partidele fasciste precum, legionarii, Frontul Românesc, Partidul Național Creștin al lui A. C. Cuza și Octavian Goga și altele. Tulburările politice și economice din perioada următoare Primului Război Mondial favorizau dezordinea politică, precum și aceste grupări care au dus la fascizarea și destrămarea României Mari. Într-un deceniu (1928-1938) s-au succedat la conducerea României 25 de guverne. Constituția din 1923 îi dădea regelui posibilitatea de a dizolva parlamentul și de a organiza alegeri anticipate.
La 11 februarie 1938 a fost instaurată Dictatura regală a lui Carol al II-lea, ca o reacție la aceste tulburări, prin instalarea unui guvern condus de patriarhul Miron Cristea. Constituția a fost abrogată și înlocuită cu una nouă intrată în vigoare la 27 februarie, prin care toate puterile erau concentrate în mâna regelui, iar parlamentul avea doar rolul de instituție auxiliară legislativă. Printr-un decret-lege, toate partidele politice parlamentare au fost regrupate într-un Front al Renașterii Naționale, din care legionarii și comuniștii erau excluși. S-a format un consiliu de coroană, care avea un caracter consultativ. Printre măsurile luate pentru instaurarea și consolidarea dictaturii regale au fost arestați șeful legionarilor, Corneliu Zelea Codreanu și alți 12 lideri legionari,    care au fost împușcați din ordinul regelui la 30 noiembrie 1938 sub pretextul de „fugă de sub escortă”.
Odată cu declanșarea războiului și cu prăbușirea Franței care, prin convenția de la 23 august 1939  garantase frontierele României, integritatea regatului României era subminată din exterior de revendicările sovietice, ungare și bulgare, susținute de Germania și Italia (Pactul Ribbentrop-Molotov) și din interior, de mișcări naționaliste și grupări politice pro-naziste, printre care Grupul Etnic German din România, condus de Andreas Schmidt. Venind la putere, Ion Gigurtu a inițiat o politică pro-Axa Berlin-Roma, inclusiv măsuri antisemite . Această politică a inclus acceptarea arbitrajului lui Hitler asupra Transilvaniei, Gigurtu declarând că România trebuie să facă sacrificii teritoriale pentru a demonstra orientarea sa nazistă și aderarea totală la Axa Berlin-Roma.. Carol al II-lea formează atunci, la 22 iunie 1940 Partidul Națiunii, un partid unic în fruntea căruia se așează el însuși. Acest regim politic, dictatorial, antifascist și anticomunist, naționalist și creștin, este denumit carlist. Durata sa va fi scurtă, sub patru luni. Nici tulburările și asasinatele politice nu încetează, nici integritatea teritorială nu este păstrată (prin tratatul Hitler-Stalin, Tratatul de la Craiova și Al Doilea Arbitraj de la Viena Dictatul de la Viena România pierde peste o treime din teritoriu și peste un sfert din populație). Criza regimului carlist se încheie prin formarea guvernului Ion Antonescu - Horia Sima. Antonescu a cerut abdicarea regelui la 6 septembrie 1940 și și-a preluat puteri dictatoriale în cadrul Statului Național-Legionar în care el s-a autonumit „Conducător” (din germană Führer). Horia Sima a fost numit vicepreședinte al Consiliului de Miniștri și ministru secretar de stat.

## Înzestrarea Armatei României în perioada celui de-al Doilea Război Mondial
Din studiile întocmite de Marele Stat Major la începutul lui 1934 asupra situației echipării armatei rezultau următoarele: existentul în arme individuale acoperea necesarul pentru 31 de divizii; în puști-mitralieră (13.240) - pentru 20 de divizii; în mitraliere (13.587) - 37 de divizii; în tunuri de câmp (calibre 75 și 76,2 mm) - 22 divizii; în obuziere (4 baterii a câte 4 piese pentru o divizie) - 10 divizii. Cu piesele de artilerie grea aflate în serviciu se puteau constitui două divizioane de obuziere calibru 150 mm și alte patru divizioane de tunuri cu țeavă lungă, calibru 120 mm.
Într-o situație dificilă se afla aviația militară, care la începutul anului 1934, dispunea - în total, inclusiv aparatele defecte și în stare de reparație - de 9 avioane de recunoaștere, 101 de observație, 20 de legătură, 35 de vânătoare și 39 de bombardament.
În anul 1939, armata română deținea: carabine noi, de calibru 7,92 mm., 300.000 un. (acopereau doar 30% din necesar), iar mitralierele, 3.500 un., satisfăceau 70% din nevoile de dotare. În privința artileriei, existau 630 obuziere dintre care - față de nevoi - numai 248 de piese, calibrul 100 mm, erau noi; la artileria grea de corp de armată, preconizată a fi înzestrată cu obuziere Skoda de 150 mm și tunuri cu țeva lungă 105 mm, față de un necesar fixat la 222 obuziere și 183 de tunuri, existau 180 de obuziere și 72 de tunuri de fabricație nouă, restul fiind acoperit cu material vechi. Ca mijloace antitanc, întreaga armată română dispunea de 24 de tunuri calibru 47 mm și 500 de mine antitanc.

## Începutul celui deal Doilea Război Mondial

Animație cu schimbările granițelor României între 1859-2010

Pe 23 august 1939 Germania nazistă și Uniunea Sovietică au semnat pactul Ribbentrop-Molotov, al cărui protocol secret prevedea împărțirea Poloniei și României între cele două puteri, URSS revendicând României, Bucovina de Nord și Basarabia. În septembrie, Polonia este invadată și împărțită conform pactului. România, oficial, o țară neutră, a primit și adăpostit refugiații polonezi și, mai ales, a transportat armata, guvernul și tezaurul băncii poloneze de la frontiera din Bucovina până în teritoriul britanic (Alexandria din Egipt), prin căile ferate, șoselele și porturile românești de la Marea Neagră, mulțumită mobilizării CFR, SMR și LARES.
În iunie 1940, ca urmare a ultimatumului dat de Uniunea Sovietică, România a fost nevoită să evacueze și să cedeze, fără luptă, Basarabia și Bucovina de Nord de asemenea, și Ținutul Herța, care nu făcea parte nici din Bucovina, nici din Basarabia, și, anterior, nu fusese revendicat de URSS. Evacuarea armatei și administrației române a fost însoțită de acțiuni antiromânești ale sovieticilor. Două treimi din Basarabia au fost alipite unei mici republici sovietice autonome pre-existente, formând Republica Sovietică Socialistă Moldovenească, restul fiind anexate Republicii Sovietice Socialiste Ucrainene. Ocupația sovietică a desfășurat o campanie de distrugere a ființei naționale românești prin deportări în masă și prin interzicerea valorilor românești.
Instalat la 4 iulie 1940, guvernul Ion Gigurtu, pretextând o tentativă de a câștiga bunăvoința Germaniei hitleriste, a introdus o legislație antisemită, în concordanță cu propria sa ideologie fascistă și, după modelul german. El însă nu a reușit să obțină sprijinul Germaniei, deoarece aceasta îi sprijinea pe cei care pierduseră Primul Război Mondial și care solicitau din ce în ce mai virulent revizuirea granițelor. Astfel că, la 30 august 1940, prin Dictatul de la Viena, puterile Axei au forțat România să cedeze Ungariei jumătate din Transilvania. Zona respectivă a fost cunoscută de atunci drept „Transilvania de Nord”, pentru a fi deosebită de „Transilvania de Sud”, care a rămas sub guvernarea românească. Pe 7 septembrie 1940, prin Tratatul de la Craiova, Cadrilaterul (două județe din partea sudică a Dobrogei, Durostor și Caliacra) a fost cedat Bulgariei.

### Venirea la putere a lui Antonescu

Harta administrativă a României în 1942

În septembrie 1940, Ion Antonescu a fost numit de Regele Carol al II-lea, prin Decret Regal prim-ministru, însărcinat cu formarea unui guvern de uniune națională. Generalul Antonescu le-a propus Partidului Național-Țărănesc  și liberalilor să colaboreze la guvernare, însă aceștia au refuzat și, după abdicarea lui Carol al II-lea - la cererea lui Antonescu - cele două partide au refuzat în continuare să se implice în mod direct în guvernare, desemnând doar niște „specialiști” din rândurile propriilor membri, pentru a „sfătui” guvernul format de Antonescu. Deci, Ion Antonescu și-a format guvernul din legionari conduși de Horia Sima, din apropiați ai săi, militari și civili, la care a adăugat și consilieri desemnați de celelalte partide politice și i-a dat la semnat foarte tânărului rege Mihai I, decretul prin care România a fost declarată „Stat Național Legionar”.

#### Steaua lui David
Potrivit mărturiei lui Raoul Șorban - care a salvat evrei în timpul holocaustului din România și ulterior, a fost onorat de Israel cu distincțiile de „Drept între popoare” și „Cetățean de Onoare al Israelului” - au existat în România legi discriminatorii elaborate după pilda nazistă, deși unele dintre ele au fost tărăgănate, găsindu-se tot felul de pretexte de a le ocoli. D.sa, dar și istoricul Dinu C. Giurescu afirmă că au fost lideri români, precum legionarii, care cereau ca în România, evreii să poarte - ca semn distinctiv - „Steaua lui David” (steaua galbenă), însă în urma întâlnirii dintre Wilhelm Filderman, care deținea funcția de președinte al Uniunii Comunităților Evreiești, și Ion Antonescu, mareșalul a dat, la 8 septembrie 1941, dispoziția ca nici-un evreu din România să nu fie obligat să poarte însemnul - Consulul român din Paris a cerut același drept și pentru evreii cetățeni români care se aflau în Franța. Horia Sima, adjunctul lui Antonescu, și Garda de Fier, aflată la putere din 14 septembrie 1940 și până la 21 ianuarie 1941, au făcut abstracție de directivele Conducătorului, au aplicat legislația anti-semită și au  înăsprit prigoana evreilor mult peste aceasta.
Deoarece, ca urmare a politicii antilegionare din timpul dictaturii lui Carol al II-lea, Garda de Fier a ajuns la guvernare fără o seamă de lideri importanți care fuseseră eliminați la ordinul regelui, violența legionarilor era întețită de o cerință de răzbunare împotriva tuturor partizanilor „carliști” sau a regimului parlamentar anterior, astfel că, cu ocazia dezgropării lui Codreanu, mai mult de 60 de foști demnitari antebelici au fost uciși în închisoarea de la Jilava, pe 27 noiembrie 1940, în timp ce își așteptau deciziile judecătorești pentru o presupusă implicare în asasinarea lui Codreanu  și, pe lângă aceștia, au fost asasinați în apropierea Ploieștiului istoricul și fostul prim-ministru Nicolae Iorga și economistul Virgil Madgearu, de asemenea, un fost ministru, considerați de asasini ca „autorii morali” ai eliminării lui Codreanu..
Guvernarea legionară a redresat economia statului (înregistrându-se la sfârșitul anului 1940 un excedent bugetar consistent) prin metode similare cu cele ce vor fi folosite de comuniști șase ani mai târziu: confiscarea averilor unor societăți, bănci (îndeosebi cu acționari evrei) și foști demnitari din epoca parlamentară.
Coabitarea Gărzii cu Ion Antonescu a fost conflictuală. Socotind legionarii fanatici, mult prea violenți fără discriminare și incontrolabili, Ion Antonescu a încercat îndepărtarea Gărzii de Fier de la guvernare, ceea ce a produs Rebeliunea legionară, prin care Mișcarea legionară a încercat să-l înlăture pe Antonescu de la putere, câștigând simpatiile ofițerilor armatei, studențimii și muncitorimii. Dar, în mare majoritate, aceștia au luat partea mareșalului, astfel că, în patru zile, Antonescu a înăbușit revolta legionară și a exclus Garda de Fier din guvern. Horia Sima și aproximativ 700 de demnitari legionari s-au refugiat în Germania, alții circa 8000 fiind internați în lagăre.

### Eliberarea Basarabiei și campania din URSS

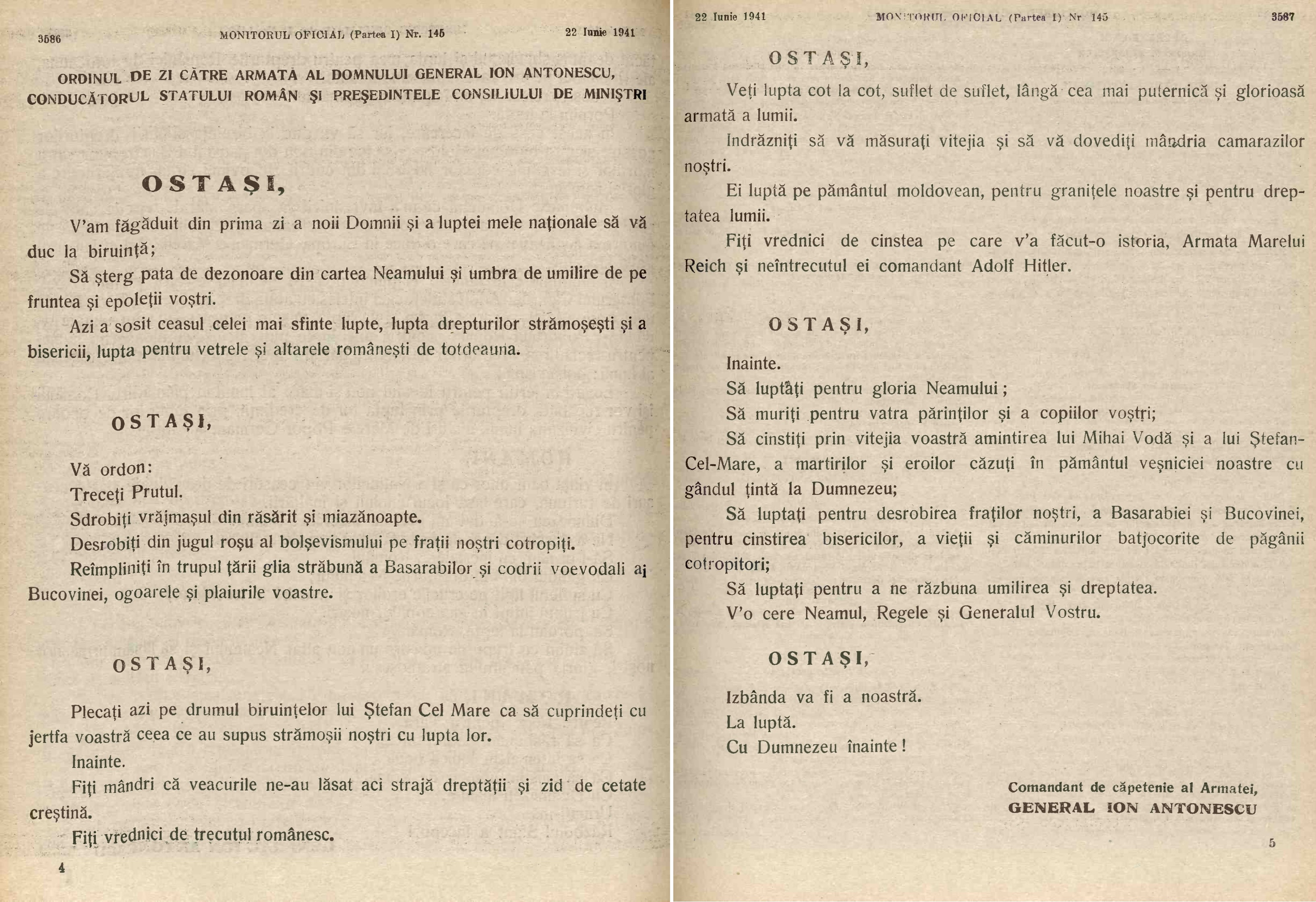
Ordinul de zi emis de generalul Ion Antonescu Armatei României, în 22 iunie 1941, prin care i s-a indicat acesteia să treacă Prutul și să elibereze Basarabia și Bucovina de Nord de sub ocupația sovietică

Pe 22 iunie 1941, unități ale armatelor germană și română au început campania din est împotriva Uniunii Sovietice, prima operațiune numindu-se „Operațiunea München”, de recucerire a Basarabiei și Bucovinei. Armata Română a început lupta împotriva forțelor sovietice în dimineața zilei de 22 iunie 1941, pe un front cuprins între munții Bucovinei și Marea Neagră. Înaintarea a fost, însă, inegală și cu mult în urma succeselor armatelor germane pe alte fronturi. În timp ce grupul de armate centru înaintase sute de kilometri în Bielorusia, lichidând două uriașe pungi, la Minsk și Smolensk, luând sute de mii de prizonieri, armatele române și germane abia cu greu făceau progres în Basarabia. La 5 iulie 1941 intră în Cernăuți primele trupe române. La 10 iulie orașul Soroca este eliberat de către Divizia blindată română, care, apoi, se îndreaptă către localitatea Bălți pe care o eliberează la 12 iulie. Localitatea Orhei este eliberată în data de 15 iulie de către unități din Divizia 5 infanterie română. Pe 16 iulie, ca urmare a acțiunilor întreprinse de Corpul 3 român și Corpul 54 german, este eliberat orașul Chișinău. A doua zi, pe 17 iulie, Cartierul general al Comandamentului frontului germano-român transmite că odată cu victoria pentru cucerirea masivului Cornești, „cheia strategică a Basarabiei e în mâna noastră” și că Hotinul, Soroca, Orheiul și Chișinăul au fost eliberate. Pe 21 iulie, Divizia 10 infanterie trece Dunărea și eliberează localitățile Ismail, Chilia Nouă, Vâlcov și continuă să meargă către Cetatea Albă cu scopul eliberării totale a Basarabiei. Într-o lună de lupte, armata română înaintase 100 de kilometri. Armatele germane de pe celelalte fronturi înaintaseră peste 600 de kilometri.
Odată Basarabia eliberată, opoziția din România, reprezentată de Iuliu Maniu, s-a declarat împotriva înaintării armatei române dincolo de Nistru. În scrisoarea adresată de Iuliu Maniu generalului Ion Antonescu, el felicita armata română pentru eliberarea Basarabiei și a Nordului Bucovinei, considerând ca o înaintare dincolo de Nistru înseamna agresiune.
La 27 iulie 1941 Hitler i-a trimis lui Antonescu un mesaj de felicitare pentru eliberarea Basarabiei și Bucovinei și îi cere să treacă Nistrul și să ia sub supraveghere teritoriul dintre Nistru și Bug. Dacă până la eliberarea teritoriilor românești, Antonescu a avut sprijin total din partea societății românești, în momentul în care s-a înfăptuit acest lucru, a apărut întrebarea dacă să se meargă doar „până la Nistru sau până la victoria finală”. Iuliu Maniu atunci declara că mai departe nu este războiul românilor și că atenția ar trebui îndreptată către Ardeal. Antonescu a hotărât să treacă Nistrul cu speranța că Hitler va face dreptate românilor în problema Ardealului. Astfel că la scrisoarea trimisă de Hitler în 27 iulie, răspunde afirmativ la 31 iulie, arătându-și totodată și încrederea în „justiția pe care Führerul cancelar Adolf Hitler o va face poporului român și drepturilor statornice seculare, misiunii sale din Carpați, de la Dunăre și de la Marea Neagră”.

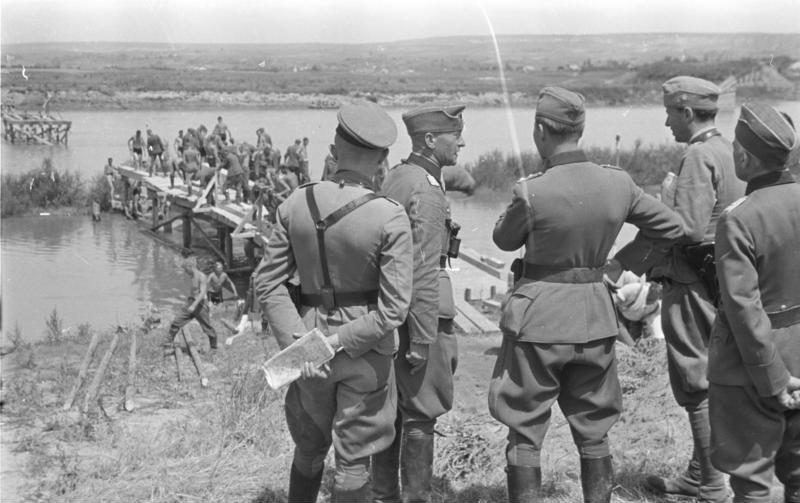
Trupe românești și germane trec Prutul pentru eliberarea Basarabiei

În continuare, trupele române au primit ordin sa înainteze către Odesa. Bătălia de la Odesa a fost sângeroasă și prelungită de neputința trupelor românești de a sparge cercul de apărare al orașului. Între 6 august și 16 octombrie 1941 românii au pierdut 17.792 morți, 63.345 răniți și 11.471 dispăruți, în total 92.608 oameni. Cu toate aceste sacrificii, trupele române nu au ocupat însă Odesa prin asalt direct, iar garnizoana sovietică nu s-a predat. Odesa a fost evacuată la ordinul lui Stalin numai când Crimeea a intrat în vizorul german. Trupele de la Odesa au fost mutate la Sevastopol, unde au rezistat până la mijlocul anului 1942.
În anii 1941 și 1942, unitățile române, operând sub comandament general german, au luat parte la bătăliile din Crimeea, Caucaz, la Cotul Donului și Stalingrad. La pierderile generale de 130.000 militari morți, răniți și dispăruți în anul 1941, s-au adăugat marile pierderi ale Armatei a 3-a la cotul Donului și ale Armatei a 4-a în Stepa Calmucă, la sfârșitul anului 1942 și începutul anului 1943, ridicâdu-se la 182.441 militari (16.566 morți, 67.182 răniți, 98.692 dispăruți), fapt care a redus considerabil capacitatea combativă a armatei române.
După aceste înfrângeri, în februarie 1943, armatele 3 și 4 au fost trimise în țară pentru refacere. În prima jumătate a anului 1943, pe Frontul de Est mai rămăseseră 7 divizii românești, care au acționat în capul de pod din Kuban, de unde s-au retras, înfrânte,  în Crimeea, în toamna anului 1943. În timpul luptelor din Caucaz și a celor din capul de pod din Kuban, unitățile române au pierdut 39.074 de militari.

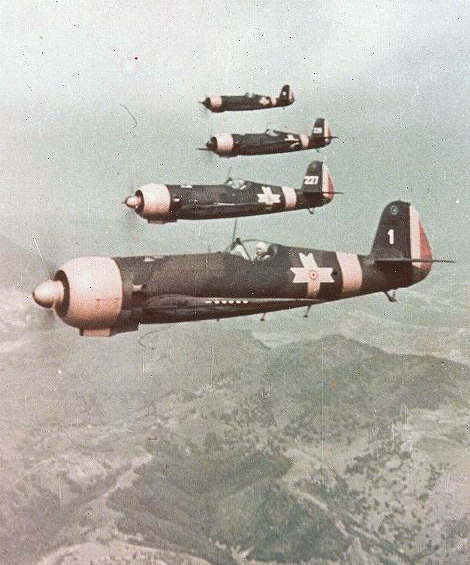
Fomație de luptă formată din avioane românești IAR 80

În anul 1944, principalele acțiuni la care armata română a participat au fost mai restrânse: 7 divizii de infanterie, cavalerie și vânători de munte în Crimeea, în cadrul Armatei a 17-a germană. În urma ofensivei armatei sovietice din primavara anului 1944, din totalul de 65.000 de militari români aflați în Crimeea, la 1 aprilie 1944 au fost evacuați 35.857 (54,61%). Cu unitățile refăcute, cele două armate române, a 3-a si a 4-a, au luat parte în continuare la luptele care s-au dus, inclusiv pe teritoriul României, până la 23 august 1944, în cadrul Grupului de armate german sub denumirea „Ucraina de Sud”.
În anii regimului lui Antonescu, România a alimentat economia de război a Germaniei cu petrol, cereale, precum și produse industriale.
România a devenit o țintă a bombardamentului aliat, mai ales pe 1 august 1943, când au fost atacate câmpurile petroliere și rafinăriile de la Ploiești (Operațiunea Tidal Wave).
Deși și România și Ungaria erau aliate ale Germaniei, regimul Antonescu și-a continuat ostilitatea diplomatică față de Ungaria din cauza problemei Transilvaniei.

## România și Holocaustul

Trenurile morții: 30 iunie-6 iulie 1941

În iunie-august 1940, printr-un pachet de legi similare Legilor de la Nürnberg, autoritățile române i-au exclus din serviciul public pe funcționarii evrei. Etnicilor evrei li s-a interzis exercitarea oricăror funcții publice, fiind înlăturați nu numai din aparatul funcționăresc, din armată și din magistratură, ci și din societățile comerciale, din echipele sportive etc. Totodată, li s-a interzis cumpărarea de imobile. În continuare, prin Decretul-lege din 9 august 1940, publicat în Monitorul Oficial nr. 193/1940, au fost interzise căsătoriile etnicilor români cu etnici evrei, iar cele deja existente au fost declarate nule. În octombrie 1940 bunurile funciare ale evreilor au fost naționalizate.
Atrocitățile au început în luna iunie 1941 prin pogromul de la Iași. În așa-numitele trenuri ale morții (trenuri cu deportați plimbate atâta timp prin Moldova, până când pasagerii au murit de sete și de foame) au fost uciși aproximativ 4.400 de evrei. În conformitate cu raportul oficial al Comisiei Internaționale privind Studierea Holocaustului în România: „În trenul morții care a plecat din Iași către Călărași, în sudul României, care transporta probabil până la 5.000 de evrei, doar 1.011 au ajuns la destinație în viață după șapte zile. (Poliția română a numărat 1.258 de trupuri). Trenul morții către Podu Iloaiei (la 15 km de Iași) îmbarcase aproape 2.700 de evrei la plecare, dintre care doar 700 au mai coborât în viață. Trupele române care au ocupat orașul Odessa s-au făcut responsabile de masacrele de la Odesa, de la Dalnic și din lagărul de concentrare Bogdanovca în timpul cărora 40.000 de evrei au fost împușcați în toamna anului 1941.

## Demiterea și arestarea Mareșalului Antonescu
În septembrie 1942 începutul ofensivei și încercuirii de la Stalingrad l-au convins pe Antonescu că războiul este pierdut.
La începutul anului 1944 economia României era în pragul colapsului datorită cheltuielilor de război, lipsei mânei de lucru, „românizării” industriilor și comerțului (jefuirea sistematică a averilor evreiești, sub conducerea coruptă și neprofesionistă a lui Radu Lecca) și, combinată cu pierderile uriașe de pe front au accentuat resentimentul împotriva „bocancului german“ în rândul celor care în primă fază au sprijinit alianța cu Germania. Regele Mihai, care, inițial, nu s-a implicat efectiv în politica României, a fost atras să colaboreze cu liderii partidelor opoziționiste. La 23 august 1944 Regele Mihai și-a dat acordul pentru înlăturarea prin forță a mareșalului Antonescu dacă acesta va refuza semnarea armistițiului cu Aliații. În urma refuzului net al lui lui Antonescu, la 23 august 1944, Regele Mihai l-a destituit și l-a arestat (deoarece Antonescu a fost numit prim-ministru prin Decret-Regal al lui Carol al II-lea a fost dreptul Regelui Mihai să abroge decretul anterior, deci, acțiunea a fost legală și nu o lovitură se stat). Imediat, el l-a numit prim-ministru pe generalul Constantin Sănătescu, în fruntea unui guvern compus din militari și reprezentanți ai Blocului Național Democrat, ca miniștri fără portofoliu. În aceeași zi, seara, la orele 22:00, Regele a difuzat „Proclamația către țară”, prin care anunța revenirea la un regim democratic, încheierea războiului cu Aliații și întoarcerea armelor împotriva forțelor Axei.
Acestea, însă, nu au împiedicat continuarea ocupației sovietice și, nici pâstrarea în captivitate a circa 130.000 de militari români în Uniunea Sovietică, unde mulți au pierit în lagăre de muncă forțată.

## Războiul împotriva Germaniei Naziste

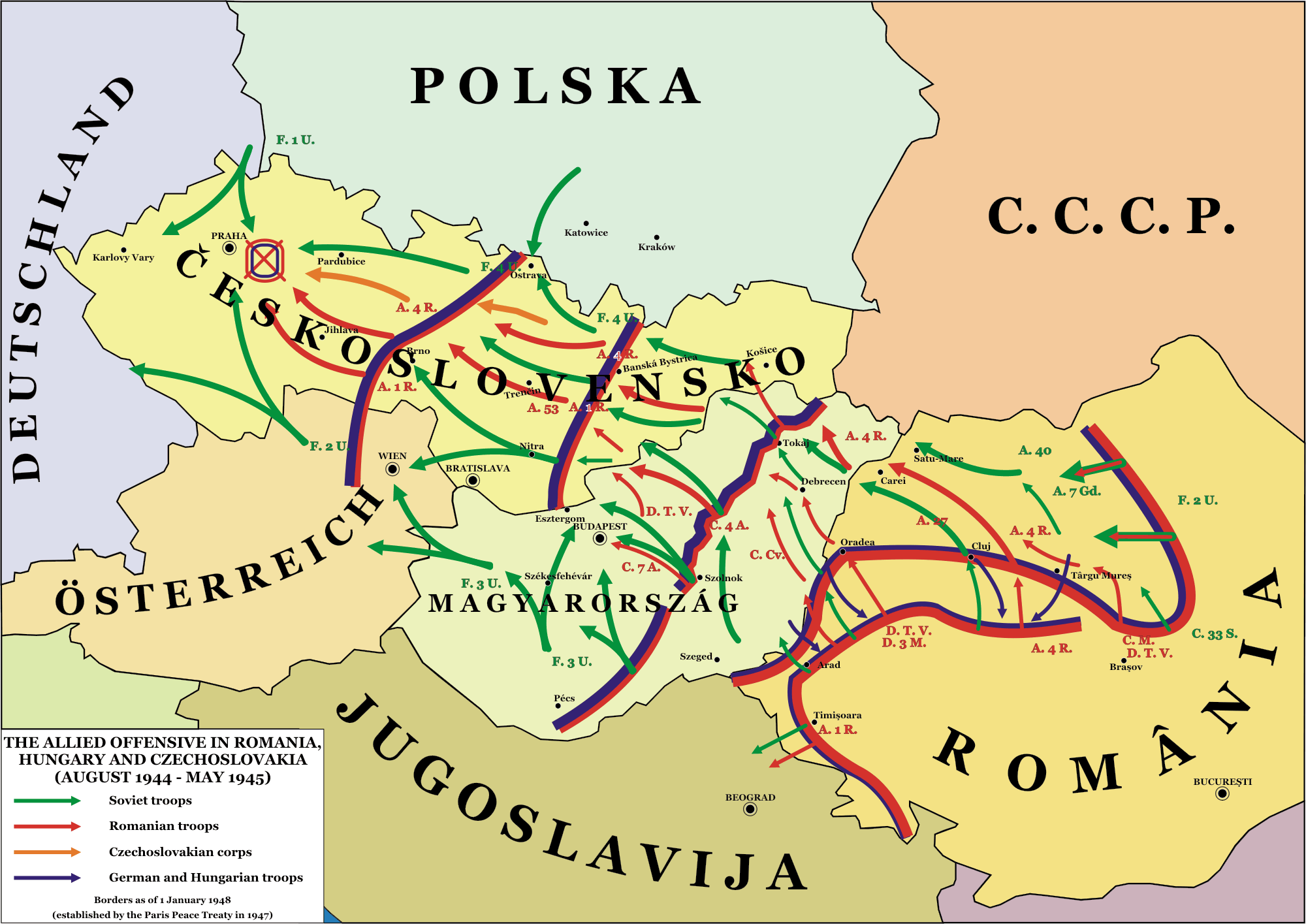
Forțele române pe frontul de vest

La 12 septembrie, România semnează Armistițiul cu Aliații, asumându-și obligația de a contribui cu 38 de divizii la efortul de luptă antihitlerist. La 25 octombrie, sunt eliberate ultimele localități românești: Carei și Satu-Mare. România participă la eliberarea Ungariei și Cehoslovaciei, mobilizând pentru aceasta cca. 567.000 de soldați. Cele mai grele lupte s-au dat în asediul Budapestei și în Munții Tatra, ele fiind soldate cu mari pierderi de vieți omenești. Cele 260 de zile de participare la războiul antihitlerist se încheie la 12 mai 1945, lăsând loc întăririi influenței sovietice în România.
Punctele cel mai occidentale eliberate de armata română în ofensiva împotriva Germaniei naziste au fost orașele Chotěboř și Humpolec, la 90 km est de Praga, în ziua de 4 mai 1945.
| Țara                                               | Începutul campaniei | Terminarea campaniei | Efective          | Pierderi (m, r, d) | Masive muntoase cucerite | Cursuri de apă forțate | Localități eliberate | Din care orașe | Pagube                                                   |
| -------------------------------------------------- | ------------------- | -------------------- | ----------------- | ------------------ | ------------------------ | ---------------------- | -------------------- | -------------- | -------------------------------------------------------- |
| România                                            | 23.08.1944          | 12.05.1945           | >275.000(538.000) | 58.330             |                          |                        | 900                  | 8              | 167.000 morți și răniți material de luptă                |
| Iugoslavia                                         |                     |                      |                   |                    |                          |                        |                      |                |                                                          |
| Ungaria                                            | 8.10.1944           | 15.01.1945           | 210.000           | 42.000             | 3                        | 4                      | 1.237                | 14             | 21.045 prizonieri 9.700 morți ? răniți material de luptă |
| Cehoslovacia                                       | 18.12.1944          | 12.05.1945           | 248.430           | 66.495             | 10                       | 4                      | 1.722                | 31             |                                                          |
| Austria                                            | 10.04.1945          | 12.05.1945           | 2.000             | 100                |                          |                        | 7                    | 1              | 4.000 morți, răniți, prizonieri tehnică de luptă         |
| TOTAL ESTIMAT                                      | 23.08.1944          | 12.05.1945           | 538.536           | 169.822            | 20                       | 12                     | 3.821                | 53             | 117.798 prizonieri 18.731 morți                          |
| PRESCURTĂRI: d = dispăruți; m = morți; r = răniți. |                     |                      |                   |                    |                          |                        |                      |                |                                                          |

## După război

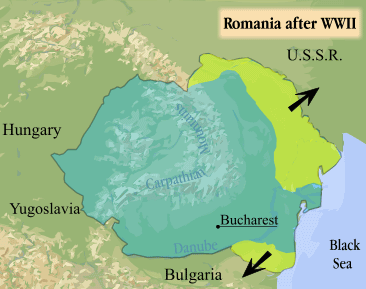
România după Al Doilea Război Mondial. Teritoriile pierdute sunt marcate cu verde deschis.

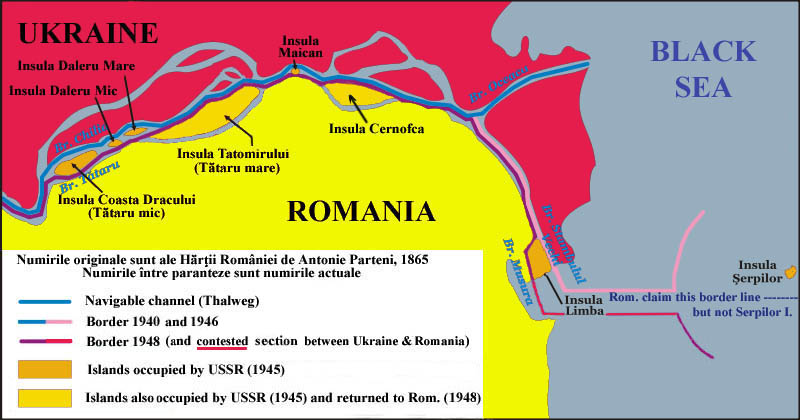
Granița de pe Dunăre cu URSS. Insulele răpite în 1948

În ciuda actului de la 23 august 1944, România a constituit, în ochii URSS, o pradă de război, iar în ochii aliaților apuseni, un stat dușman învins. Delegația română la tratativele de pace de la Paris a argumentat că și guvernul Pétain, singurul legal în Franța în perioada iunie 1940 - august 1944, fusese un aliat al Germaniei fără ca asta să tăgăduiască Franței dreptul de a fi numărată printre cobeligeranți, dar URSS și-a impus punctul de vedere și prin condițiile Tratatului de la Paris din 1947, Aliații au refuzat României statutul de stat cobeligerant. Pe principiul că "cel care ocupă un teritoriu își impune și sistemul său social", armata sovietică a impus venirea la putere a cominterniștilor și comuniștilor. La presiunile URSS, guvernul Sănătescu este dizolvat și înlocuit cu guvernul Rădescu (decembrie 1944 - martie 1945), unde sunt incluși reprezentanți ai Frontului Național Democrat (constituit în octombrie 1944), în posturi cheie ca justiția (Lucrețiu Pătrășcanu) și transporturile (Gheorghe Gheorghiu-Dej).
Deși URSS-ului i-a fost recunoscută definitiv anexarea Basarabiei și a Nordului Bucovinei, iar Bulgariei recuperarea Cadrilaterului , totuși contribuția României de partea Aliaților nu rămâne total fără urmări. În ciuda încercărilor Ungariei de a conserva Oradea și Satu-Mare, nordul Transilvaniei a fost, din nou, recunoscut ca parte integrantă a României, până la frontiera trasată în 1919/1920 de comisia internațională condusă de geograful francez Emmanuel de Martonne, care este frontiera actuală.
Nordul Bucovinei și partea de sud a Basarabiei au revenit RSS Ucrainene, iar restul Basarabiei, împreună cu o parte din fosta Republică Sovietică Socialistă Autonomă Moldovenească, a constituit o nouă republică a URSS denumită RSS Moldovenească. Aceasta a devenit independentă în 1991, sub numele de Republica Moldova.
La 6 martie 1945, Iosif Stalin impune numirea guvernului Petru Groza, controlat de FND cu dominantă comunistă, care deținea 14 ministere. Pentru a-și atrage simpatia populației, acesta legiferează reforma agrară, prin care sunt expropriate peste 1.400.000 ha de pământ, care sunt date la 900.000 de familii de țărani. La 21 august 1945, Regele Mihai I începe "greva regală", adică refuză să mai promulge decretele-legi ale guvernului. În mod ilegal, însă, guvernul le aplică. Între 7 și 18 mai are loc procesul mareșalului Ion Antonescu și al principalilor săi colaboratori; condamnat la moarte, mareșalul va fi executat la 1 iunie 1946. Comuniștii asociază pe mareșal partidelor istorice pentru a le discredita pe acestea.
La 19 noiembrie 1946 au loc primele alegeri parlamentare postbelice. Cu toate că rezultatele reale indicau victoria decisivă a Partidului Național Țărănesc, rezultatele oficiale falsificate au prezentat victoria cu peste 70% a Blocului Partidelor Democratice (PCR, PSD, PNL-Gheorghe Tătărescu, PNȚ-Anton Alexandrescu, Frontul Plugarilor, Partidul Național Popular). La 30 iulie 1947, în urma înscenării de la Tămădău, liderii Partidului Național Țărănesc sunt arestați și trimiși în judecată (vor fi condamnați la 12 noiembrie 1947 la închisoare), iar partidul este dizolvat. La 6 noiembrie 1947, gruparea PNL-Gheorghe Tătărescu ("tovarășă vremelnică de drum" - cum o taxau cinic comuniștii) este eliminată din Parlament și Guvern.
Devenită ultima piedică în calea instaurării depline a comunismului, monarhia este abolită prin abdicarea silită a Regelui Mihai I la 30 decembrie 1947 și plecarea acestuia în exil forțat.